# إدي شابمان
إدي شابمان (بالإنجليزية: Eddie Chapman)‏ (1923 - 2002) هو لاعب كرة قدم بريطاني (وحمل سابقاً جنسية المملكة المتحدة لبريطانيا العظمى وأيرلندا) في مركز الهجوم.